# 捷爾尼夫卡 (克里若皮利區)
48°23′40″N 28°54′7″E / 48.39444°N 28.90194°E
捷爾尼夫卡（烏克蘭語：Тернівка）是位於烏克蘭西南部文尼察州裏圖利欽區的村莊，始建於1861年，面積3.02平方公里，海拔高度234米，2001年人口1,775，人口密度每平方公里587.75人。